# 1294
1294. је била проста година.

## Догађаји
- Рат Сицилијанско наслеђе (1282-1302) Војни сукоб између анжујске гране династије Капета и краљева Арагона, који се одиграо у западном Медитерану.
- Трећи шведски крсташки рат (1293-1295)  на Финску.
- Англо-француски рат (1294-1298). Почео је оружани сукоб између Енглеске и Француске у војводству Аквитанија, водама Ламанша и Бискајског залива.
- Шкотски краљ Џон Бејлиол одбио је да пружи подршку енглеском краљу Едварду I Дугоногом у рату са Француском, кршећи своје вазалне обавезе.
- 5. јул — пустињак Пјетро дел Муроне изабран је за папу под именом папа Целестин V.
- 12. септембар — монетарна реформа у држави Јулагуида. Папирни новац (чау) заснован на кинеском моделу пуштен је у оптицај у Табризу. Експеримент не успева, и после два месеца влада је приморана да дозволи употребу кованица.
- Јесен - Као одговор на поступке нових краљевских управника у северном и западном Велсу, Мадог ап Ливелин предводи побуну против својих енглеских господара.
- 13. децембар - Папа Целестин V потписује акт о оставци који је саставио кардинал Бенедето Каетани, који постаје папа Бонифације VIII.
- Битка код Лајаца: Ђеновљани побеђују Млечане.
- Војна кампања Татара-Монгола против Русије под командом „Цезара“ Токтемира. Као резултат кампање, било је могуће обновити наплату данка из Твера и Тверске кнежевине у корист кана Тохте.
- Андреј Александрович, на позив Новгородаца (тежећи да се заштите од татарске војске), преузима новгородски престо.
- Дмитриј Александрович креће из Пскова ка Суздаљској земљи, али Андреј Александрович пресрета свог брата Дмитрија, који се упутио ка Тверу, код Торжка. Сам Дмитриј је успео да побегне, али је цео конвој пао у руке Андреја.
- Април — Андреј Александрович, посредовањем тверског епископа Андреја, склапа мир са својим братом Дмитријем, који се одриче Великог кнежевства и заузврат добија Перејаслављ-Залески назад. Убрзо је умро враћајући се у Перејаславље.

## Рођења
- Википедија:Непознат датум — Карло IV Лепи -француски краљ

## Смрти
- Роџер Бејкон

- Кублај-кан

- Брунето Латини
- Лудвиг II, војвода Баварске